# Jack White (koszykarz)
Jackson Thomas „Jack” White (ur. 5 sierpnia 1997 w Traralgonie) – australijski koszykarz, reprezentant kraju, występujący na pozycji niskiego skrzydłowego, od 2023 zawodnik South Bay Lakers.
20 lipca 2023 dołączył do Oklahoma City Thunder. 9 listopada 2023 został zawodnikiem South Bay Lakers.

## Osiągnięcia
Stan na 14 listopada 2023, na podstawie, o ile nie zaznaczono inaczej.

### NCAA
- Uczestnik rozgrywek:
  - Elite 8 turnieju NCAA (2018, 2019)
  - turnieju NCAA (2017–2019)
- Mistrz turnieju konferencji Atlantic Coast (ACC – 2017, 2019)

### NBA
- Mistrz NBA (2023)[6]

### Drużynowe
- Mistrz Australii (2021)

### Reprezentacja
Seniorska
- Uczestnik:
  - mistrzostw świata (2023 – 10. miejsce)[7]
  - azjatyckich kwalifikacji do mistrzostw świata (2021–2023)

Młodzieżowe
- Mistrz Oceanii:
  - U–18 (2014)
  - U–16 (2013)
- Wicemistrz świata U–17 (2014)
- Brązowy medalista uniwersjady (2019)
- Uczestnik mistrzostw świata U–19 (2015 – 7. miejsce)